# Liste d'élections nationales en 2015
Chronologie des élections
- 2011
- 2012
- 2013
- 2014
- 2015
- 2016
- 2017
- 2018
- 2019

Cette liste recense les élections organisées durant l'année 2015. Elle inclut les élections législatives et présidentielles nationales dans les États souverains, ainsi que les référendums.

## Commentaires généraux
À travers ses élections présidentielle et législatives au mois de mars, le Nigéria, première puissance économique d'Afrique et pays le plus peuplé du continent, connaît la première passation de pouvoir démocratique d'un gouvernement civil à un autre de son histoire. Muhammadu Buhari devient président de la République. Le Sri Lanka connaît lui aussi une alternance démocratique, en janvier, avec la défaite du président sortant Mahinda Rajapakse, autoritaire et controversé. Maithripala Sirisena lui succède.
Des élections législatives historiques au Myanmar (Birmanie) en novembre participent au processus de transition vers la démocratie. Elles sont remportées par la Ligue nationale pour la démocratie. Aung San Suu Kyi, prix Nobel de la Paix, n'est pas autorisée par la Constitution à prendre la tête de l'État, mais devient néanmoins la figure dominante du nouveau gouvernement. L'armée conserve toutefois un rôle politique important.
Les Grecs votent à trois reprises en 2015. Les élections législatives en janvier marquent une alternance, avec la victoire du parti SYRIZA (gauche radicale). Aléxis Tsípras devient Premier ministre. Dans un contexte de crise budgétaire, les Grecs à son initiative rejettent par référendum, en juillet, les demandes de réformes économiques formulées par les créanciers internationaux du pays. La politique du gouvernement est approuvée lors de nouvelles élections législatives au mois d'août, remportées à nouveau par SYRIZA.
Les élections législatives en Égypte aux mois d'octobre et de novembre font suite au coup d'État militaire de 2013. Les partis de la droite islamo-conservatrice, majoritaires au parlement dissous, boycottent le scrutin. Au Venezuela, l'alliance des partis d'opposition allant de la gauche au centre-droit remporte les élections législatives en décembre, contraignant le président socialiste Nicolás Maduro à une cohabitation. Au Canada en octobre, la victoire du libéral Justin Trudeau aux élections législatives met fin à près de dix ans de gouvernement du conservateur Stephen Harper. Au Royaume-Uni au mois de mai, le Parti conservateur accroît sa majorité à la Chambre des communes, et David Cameron demeure Premier ministre.
En Arabie saoudite, enfin, les élections municipales en décembre sont les premières de l'histoire du pays à être ouvertes aux femmes. Dès lors, plus aucun pays au monde où les citoyens de sexe masculin peuvent voter n'exclut les femmes du droit de vote.

Carte du monde indiquant les pays organisant des élections ou des référendums nationaux :
Présidentielle
Législatives
Présidentielle et législatives
Référendum
Présidentielle et référendum
Législatives et référendum
Présidentielle, législatives et référendum

## Par mois

### Janvier
| Date          | Pays        | Élections      | Contexte | Résultats |
| ------------- | ----------- | -------------- | --- | --- |
| 4 janvier     | Ouzbékistan | Législatives   | 2d tour | Le Parti libéral-démocrate (du président Islom Karimov) conserve la majorité relative avec environ un tiers des sièges. |
| 8 janvier     | Sri Lanka   | Présidentielle | Mahinda Rajapakse a déjà eu 2 mandats, et avance les élections pour tenter de briguer une troisième mandat consécutif inédit dans le pays. | Alternance. Victoire de Maithripala Sirisena (Nouveau Front démocratique) face au président sortant Mahinda Rajapakse (Parti de la liberté). |
| 11 janvier    | Croatie     | Présidentielle | 2d tour. | Victoire de Kolinda Grabar-Kitarović (HDZ, droite), face au président sortant Ivo Josipović (soutenu notamment par le SDP, gauche, au pouvoir). |
| 20 janvier    | Zambie      | Présidentielle | | Victoire du Front patriotique (gauche) au pouvoir. Edgar Lungu succède à Michael Sata (décédé en octobre) et à Guy Scott (président par intérim). |
| 25 janvier    | Comores     | Législatives   | 1er tour | |
| 25 janvier    | Grèce       | Législatives   | Anticipées après l'échec de l'élection d'un nouveau président en décembre 2014.                                                            | Alternance. SYRIZA d'Aléxis Tsípras (gauche radicale) arrive en tête, à deux sièges de la majorité absolue. Il annonce la formation d'un gouvernement de coalition « anti-austérité » avec le parti des Grecs indépendants (droite). Tsipras devient Premier ministre. |
| 29–31 janvier | Italie      | Présidentielle | Indirecte, anticipée à cause de l'annonce de la démission de Giorgio Napolitano.                                                           | Sergio Mattarella (Parti démocrate, centre gauche) est élu au 4e tour. |

### Février
| Date       | Pays                       | Élections      | Contexte  | Résultats |
| ---------- | -------------------------- | -------------- | --------- | --- |
| 18 février | Grèce                      | Présidentielle | Indirecte | Prokópis Pavlópoulos (Nouvelle Démocratie, droite) est élu au premier tour avec l'appui du gouvernement de gauche. |
| 22 février | Comores                    | Législatives   | 2e tour   | Parlement sans majorité. L'Union pour le développement des Comores (qui soutient le président Ikililou Dhoinine) arrive en tête avec un tiers des sièges. Les partis d'opposition s'unissent pour avoir une majorité, mais l'élection de plusieurs d'entre eux est invalidée par la justice au mois d'avril. |
| 25 février | Saint-Christophe-et-Niévès | Législatives   |           | |
| 28 février | Lesotho                    | Législatives   |           | Parlement sans majorité. Alternance. Le Congrès démocrate forme une coalition avec le Congrès du Lesotho pour la démocratie. Pakalitha Mosisili devient Premier ministre. |

### Mars
| Date               | Pays                        | Élections                      | Contexte | Résultats |
| ------------------ | --------------------------- | ------------------------------ | --- | --- |
| 1er mars           | Estonie                     | Législatives                   | | Parlement minoritaire. Le Parti de la réforme (centre droit) conserve la majorité relative. |
| 1er mars           | Andorre                     | Législatives                   | | Les Démocrates pour Andorre (centre droit) conservent la majorité absolue au Conseil général. Antoni Martí demeure à la tête du gouvernement. |
| 1er mars           | Tadjikistan                 | Législatives                   | | Le Parti démocrate populaire conserve la majorité absolue des sièges. À l'instar des précédentes, ces élections ne sont pas jugées libres et justes par les observateurs internationaux. |
| 3 mars             | États fédérés de Micronésie | Législatives                   | Suivies d'une élection présidentielle indirecte, par les députés. Un référendum sur l'indépendance de l'État de Chuuk devait avoir lieu simultanément, mais est reporté par le gouverneur. | Il n'existe pas de partis politiques en Micronésie. Les députés élisent Peter Christian, sénateur de Pohnpei, à la présidence de la République. |
| 17 mars            | Israël                      | Législatives                   | Anticipées. | Parlement sans majorité. Le Likoud (droite) de Benyamin Netanyahou y conserve la majorité relative. Netanyahou demeure Premier ministre à la tête d'une coalition allant du centre droit (Koulanou) à l'extrême droite (Israel Beytenou et Foyer juif). |
| 18 mars            | Pays-Bas                    | Provinciales                   | | |
| 22 mars            | Andalousie (Espagne)        | Législatives                   | Anticipées, prévues initialement en 2016. | Le Parti socialiste ouvrier espagnol (PSOE) conserve sa majorité relative. |
| 22 mars et 29 mars | France                      | Départementales                | Prévues à l'origine en mars 2014. | La droite remporte ces élections en gagnant 67 départements, devant la gauche (30). Le Front national (extrême-droite) ne remporte aucun département, mais accentue son avancée, 25,2 % des voix au 1er tour et 22,2 % au 2d. |
| 28 mars            | Nigeria                     | Présidentielle et législatives | Prévues à l'origine en février. | Présidentielle : alternance. Le président sortant Goodluck Jonathan (PDP, conservateur, néo-libéral) est battu par Muhammadu Buhari (APC, large coalition allant de la droite au centre gauche). Il s'agit de la première alternance politique démocratique dans l'histoire du pays. Législatives : alternance au Sénat, où l'APC obtient une majorité absolue des sièges. |
| 29 mars            | Ouzbékistan                 | Présidentielle                 | | Islom Karimov, le seul président qu'ait connu le pays depuis l'indépendance, est réélu pour un quatrième mandat, avec 90 % des voix. L'Ouzbékistan n'est pas considéré comme une démocratie. |
| 31 mars            | Tuvalu                      | Législatives                   | Initialement prévues pour le 19 mars ; reportées en raison des dégâts provoqués par le cyclone Pam.                                                                                        | Le gouvernement sortant conserve une majorité absolue des sièges. Enele Sopoaga (sans étiquette) est reconduit au poste de Premier ministre par la nouvelle assemblée. |

### Avril
| Date           | Pays           | Élections                      | Contexte  | Résultats |
| -------------- | -------------- | ------------------------------ | --------- | --- |
| 2 avril        | Liban          | Présidentielle                 | 21e tour  | - |
| 13 avril       | Soudan         | Présidentielle et Législatives |           | Le président Omar el-Béchir est réélu avec 94,5 % des voix dans une élection boycottée par l'opposition. Le parti Congrès national (islamiste, extrême-droite) conserve une très large majorité à l'assemblée nationale.                                                  |
| 19 et 26 avril | Chypre du Nord | Présidentielle                 |           | Alternance. Victoire du candidat d'opposition Mustafa Akıncı (Parti de la démocratie commune, centre gauche) avec 60,5 % des voix face au président sortant Derviş Eroğlu (Parti de l'unité nationale, droite).                                                           |
| 19 avril       | Finlande       | Législatives                   |           | Parlement minoritaire. Le Parti du centre (social-libéral) obtient la majorité relative. Le Premier ministre Alexander Stubb (Parti de la Coalition nationale, conservateur) reconnaît sa défaite.                                                                        |
| 25 avril       | Togo           | Présidentielle                 |           | Le président sortant Faure Gnassingbé (Union pour la République) est réélu au premier tour avec 58,8 % des voix, devant notamment Jean-Pierre Fabre (Alliance nationale pour le changement : social-démocrate, progressiste). Sa victoire est contestée par l'opposition. |
| 26 avril       | Bénin          | Législatives                   |           | Le parti des Forces Cauris pour un Bénin émergent (libéral) conserve une majorité relative et amoindrie des sièges. |
| 26 avril       | Kazakhstan     | Présidentielle                 | anticipée | Noursoultan Nazarbaïev (parti Nour-Otan, autoritaire), président depuis 1990, est réélu au 1er tour avec un score de plus de 97 %. Les élections ne sont pas considérées comme libres.                                                                                    |

### Mai
| Date         | Pays        | Élections                 | Contexte                                                   | Résultats |
| ------------ | ----------- | ------------------------- | ---------------------------------------------------------- | --- |
| 7 mai        | Royaume-Uni | Législatives              |                                                            | Victoire du Parti conservateur, qui disposait d'une majorité relative au Parlement sortant et qui obtient de justesse une majorité absolue des sièges. Les Libéraux-démocrates (centristes, sociaux-libéraux), alliés des Conservateurs dans le gouvernement sortant, s'effondrent, obtenant le pire résultat de leur histoire. L'opposition travailliste (centre gauche) connaît son pire résultat depuis 1987. David Cameron (conservateur) demeure Premier ministre. |
| 10 et 24 mai | Pologne     | Présidentielle            |                                                            | Victoire au second tour d'Andrzej Duda (Droit et justice, droite conservatrice) face au président sortant Bronisław Komorowski (Plate-forme civique, droite libérale). |
| 11 mai       | Guyana      | Législatives              |                                                            | Alternance. La coalition de l'Unité nationale-Alliance pour le changement emmenée par le leader de l'opposition David Granger obtient d'un siège la majorité absolue au Parlement, face au Parti progressiste populaire de Donald Ramotar. En conséquence, Granger succède à Ramotar à la présidence de la République. |
| 22 mai       | Irlande     | Référendum                | 2 questions sont posées aux électeurs.                     | Les Irlandais approuvent à 62,1 % la légalisation du mariage homosexuel, et rejettent à 73 % la proposition d'abaisser à 21 ans l'âge d'éligibilité (en) pour la présidence de la République. |
| 24 mai       | Espagne     | Régionales et municipales | Élections régionales dans 13 des 17 communautés autonomes. | Le Parti populaire gagne les municipales avec 27,03 % des voix devant le Parti socialiste ouvrier espagnol, 25,03 %. Les régionales sont remportés par le Parti populaire qui obtient au niveau national 29,5 % des voix, devant les socialistes avec 27,3 %. Le Parti socialiste ouvrier espagnol parvient à former de nombreuses coalitions avec Podemos notamment, qui accentue son avancée avec 14,3 %.                                                             |
| 24 mai       | Éthiopie    | Législatives              |                                                            | Le FDRPE (gauche), au pouvoir depuis près d'un quart de siècle, conserve une large majorité des sièges. L'opposition et des organisations des droits de l'homme dénoncent des intimidations. |
| 25 mai       | Suriname    | Législatives              |                                                            | Le Parti national démocrate (gauche), qui disposait d'une majorité relative au Parlement, obtient cette fois une majorité absolue des sièges. C'est la première fois qu'un parti obtient plus de la moitié des sièges. Pour conserver la présidence de la république, le président Desi Bouterse devra toutefois recueillir le soutien des deux-tiers des députés. |

### Juin
| Date    | Pays       | Élections                  | Contexte                               | Résultats |
| ------- | ---------- | -------------------------- | -------------------------------------- | --- |
| 3 juin  | Lettonie   | Présidentielle             | Indirecte                              | Élection au 3e tour de Raimonds Vējonis (Parti vert de Lettonie). |
| 7 juin  | Turquie    | Législatives               |                                        | Le Parti de la justice et du développement (droite) perd la majorité absolue qu'il détenait depuis 2002 mais conserve une majorité relative. |
| 7 juin  | Luxembourg | Référendum constitutionnel | 3 questions sont posées aux électeurs. | Rejet massif des trois propositions, portant sur le vote à 16 ans, le droit de vote des étrangers et la limitation à 10 ans des mandats ministériels. |
| 7 juin  | Mexique    | Législatives               |                                        | Le Parti révolutionnaire institutionnel (centre gauche) du président Enrique Peña Nieto conserve la majorité absolue devant le Parti action nationale (droite). Chute du Parti de la révolution démocratique (gauche). |
| 18 juin | Danemark   | Législatives               |                                        | Les Sociaux-démocrates de la première ministre Helle Thorning-Schmidt conservent la première place mais l'ensemble des partis de gauche est dépassé par les forces de droite, notamment grâce au succès du Parti populaire danois (eurosceptique et anti-immigration). Lars Løkke Rasmussen (du parti Venstre, libéral-conservateur) devient Premier ministre à la tête d'un gouvernement minoritaire. |
| 29 juin | Burundi    | Législatives               | Boycottées par l'opposition.           | Le CNDD-FDD, parti du président Pierre Nkurunziza, perd quatre sièges mais conserve une large majorité absolue à l'Assemblée nationale. La mission d’observation électorale des Nations unies estime que ces élections ne sont « ni libres, ni crédibles ». |

### Juillet
| Date       | Pays    | Élections      | Contexte | Résultats |
| ---------- | ------- | -------------- | --- | --- |
| 5 juillet  | Grèce   | Référendum     | | Les Grecs rejettent à 61,3 % les demandes de réformes formulées par les créanciers internationaux du pays.                       |
| 21 juillet | Burundi | Présidentielle | L'élection est « boycottée par une large partie de l’opposition », qui estime anticonstitutionnelle la candidature du président sortant. | Le président sortant Pierre Nkurunziza (CNDD-FDD) est réélu au premier tour pour un troisième mandat, avec 69,4 % des suffrages. |

### Août
| Date    | Pays      | Élections    | Contexte                               | Résultats |
| ------- | --------- | ------------ | -------------------------------------- | --- |
| 9 août  | Haïti     | Législatives | Prévues à l'origine en 2014. 1er tour. | - |
| 17 août | Sri Lanka | Législatives |                                        | Alternance. Le Front national uni pour la bonne gouvernance (conservateur), alliance du Premier ministre Ranil Wickremesinghe, obtient une majorité relative des sièges. Sachant que le Parti de la liberté (socialiste) est au pouvoir exécutif, le pays vit sa première cohabitation en dehors de sa période de guerre. |

### Septembre
| Date          | Pays                  | Élections                      | Contexte                                                                                        | Résultats |
| ------------- | --------------------- | ------------------------------ | ----------------------------------------------------------------------------------------------- | --- |
| 1er septembre | Îles Féroé (Danemark) | Législatives                   |                                                                                                 | Victoire du Parti social-démocrate (centre gauche) qui forme une coalition avec République (gauche) et Progrès (centre droit), Aksel V. Johannesen devient Premier ministre. Défaite du Parti de l'union, du Premier ministre sortant, Kaj Leo Johannesen.                                                                              |
| 6 septembre   | Guatemala             | Présidentielle et Législatives | Premier tour de la présidentielle.                                                              | Législatives : chute du Parti patriote (droite) du président sortant; Liberté démocratique rénovée (es) (centre droit) et l'Union nationale de l'espérance (centre gauche) arrivent en tête. |
| 7 septembre   | Trinité-et-Tobago     | Législatives                   |                                                                                                 | Victoire du parti d'opposition Mouvement national du peuple (centre gauche). Keith Rowley devient Premier ministre. |
| 11 septembre  | Singapour             | Législatives                   | Élections anticipées (prévues initialement pour 2016 ou début 2017).                            | Le Parti d'action populaire (droite), au pouvoir depuis 1959, accroît sa majorité absolue des sièges, obtenant 83 sièges sur 87. Lee Hsien Loong demeure Premier ministre. |
| 20 septembre  | Grèce                 | Législatives                   | Élections anticipées après qu'Aléxis Tsípras a annoncé sa démission à la télévision le 20 août. | Le parti Syriza (gauche) termine en tête, et conserve la majorité relative des sièges. Le parti des Grecs indépendants (droite souverainiste) annonce qu'il accorde sa confiance à Syriza dans le cadre d'un gouvernement de coalition. Aléxis Tsípras redevient Premier ministre.                                                      |
| 27 septembre  | Catalogne (Espagne)   | Législatives                   | Élections régionales                                                                            | Succès mitigé pour les indépendantistes qui, avec 47,8 % des voix, n'emportent pas la majorité absolue des suffrages, mais sont majoritaires en sièges (72 sur 135) au Parlement régional, bien que divisés entre la liste Ensemble pour le oui, avec 62 sièges, et celle de la Candidature d'unité populaire (CUP), qui en obtient 10. |

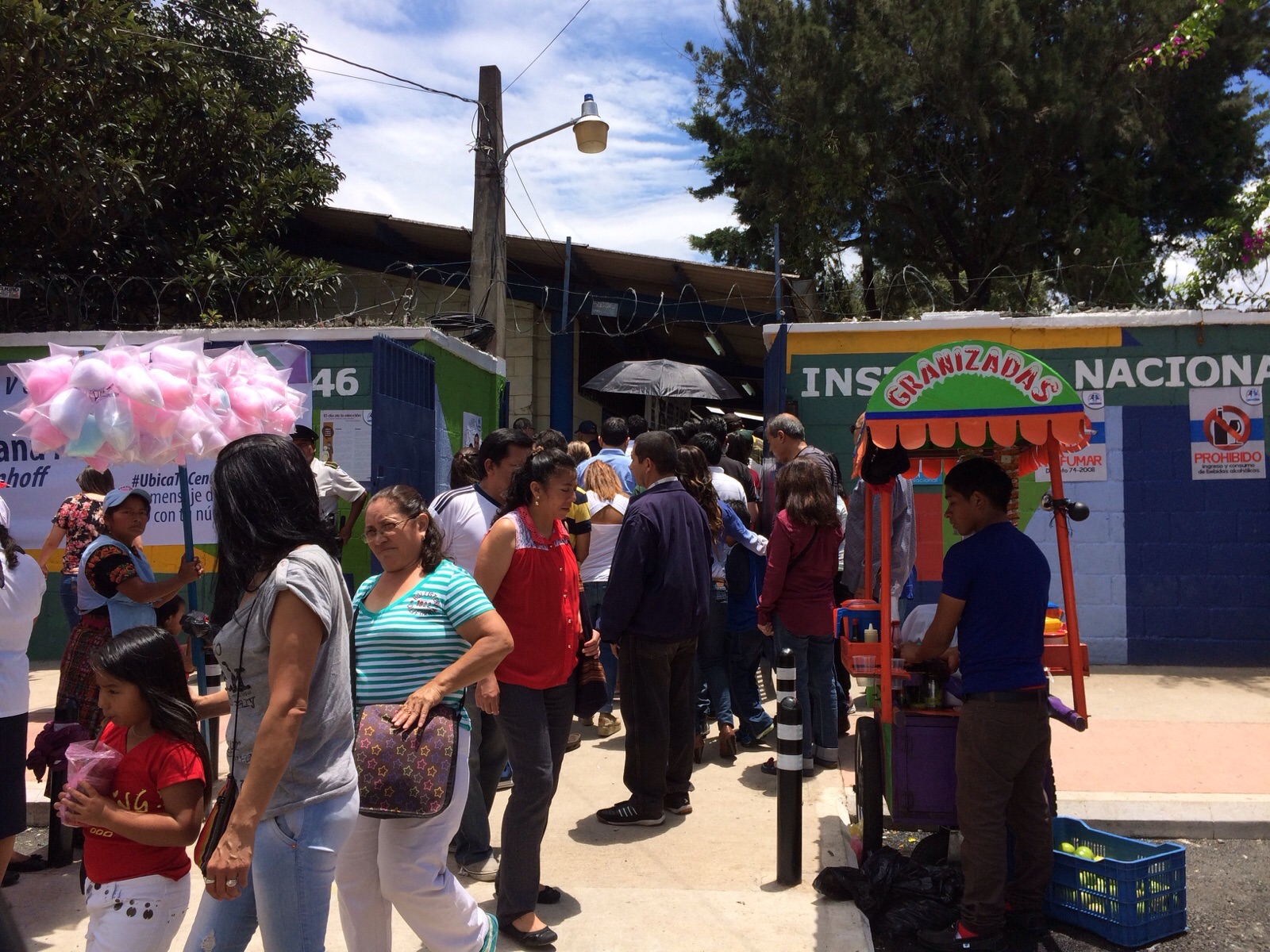
File d'électeurs lors des élections guatémaltèques en septembre.

### Octobre
| Date             | Pays          | Élections                      | Contexte | Résultats |
| ---------------- | ------------- | ------------------------------ | --- | --- |
| 4 octobre        | Kirghizistan  | Législatives                   | | Le Parti social-démocrate du Kirghizistan (centre gauche) du président Almazbek Atambaev arrive en tête devant l'alliance Respublika - Ata-jourt (centre droit).         |
| 4 octobre        | Portugal      | Législatives                   | | L'alliance Portugal en avant (Parti social démocrate-Parti populaire) du Premier ministre sortant Pedro Passos Coelho (droite) arrive en tête, sans majorité absolue.    |
| 11 octobre       | Biélorussie   | Présidentielle                 | | Victoire au 1er tour avec plus de 80 % des suffrages d'Alexandre Loukachenko, président du pays depuis 1994.                                                             |
| 11 octobre       | Guinée        | Présidentielle                 | | Victoire au premier tour du président sortant Alpha Condé (Rassemblement du peuple de Guinée, centre gauche).                                                            |
| 18 et 19 octobre | Égypte        | Législatives                   | Phase I: 14 gouvernorats du 27 au total. Boycotté par une grande partie du peuple, principalement par l'Alliance nationale pour soutenir la légitimité (en) qui regroupe principalement les Frères musulmans et plusieurs partis de droite avec une orientation islamique et contre le coup d'État de 2013. | |
| 18 octobre       | Suisse        | Législatives                   | | L'Union démocratique du centre conforte sa place de premier parti du pays.                                                                                               |
| 19 octobre       | Canada        | Législatives                   | | Alternance. Victoire du Parti libéral du Canada (centre) mené par Justin Trudeau d'une courte majorité absolue.                                                          |
| 25 octobre       | Argentine     | Présidentielle et Législatives | 1er tour de la présidentielle. | Daniel Scioli (Front pour la victoire), arrive en tête du 1er tour de la présidentielle avec 37,08 % des voix, devant Mauricio Macri (Coalition « Changement ») 34,15 %. |
| 25 octobre       | Colombie      | Régionales                     | | |
| 25 octobre       | Côte d'Ivoire | Présidentielle                 | | Victoire dès le 1er tour avec plus de 80 % des voix du président sortant Alassane Ouattara (RHDP, coalition de centre droit).                                            |
| 25 octobre       | Haïti         | Présidentielle et Législatives | 1er tour de la présidentielle. 2d tour des législatives. | |
| 25 octobre       | Guatemala     | Présidentielle                 | Second tour | Large victoire de Jimmy Morales (Front de convergence nationale, droite) face à l'ancienne première dame Sandra Torres (Union nationale de l'espérance, gauche)          |
| 25 octobre       | Pologne       | Parlementaires                 | | Le parti d'opposition Droit et justice (droite conservatrice) remporte la majorité absolue.                                                                              |
| 25 octobre       | Tanzanie      | Présidentielle et Législatives | | La présidentielle est remportée au premier tour par John Magufuli, candidat du Chama cha Mapinduzi (centre gauche) au pouvoir depuis l'indépendance.                     |

### Novembre
| Date                          | Pays                    | Élections                      | Contexte | Résultats |
| ----------------------------- | ----------------------- | ------------------------------ | --- | --- |
| 1er novembre                  | Azerbaïdjan             | Législatives                   | | Le Parti du nouvel Azerbaïdjan (libéral-conservateur) du président Ilham Aliyev conserve la majorité absolue. |
| 1er novembre                  | Turquie                 | Législatives                   | Anticipées car aucun accord de coalition n'a été trouvé après les élections de juin. | Le Parti de la justice et du développement (droite) obtient cette fois la majorité absolue. |
| 4 novembre                    | Belize                  | Législatives                   | | Remportées par le Parti démocratique uni (centre droit) au pouvoir. |
| 8 novembre                    | Birmanie                | Législatives                   | Un quart des sièges au Parlement sont réservés à l'armée. | Alternance. La Ligue nationale pour la démocratie (centre gauche), de la militante et prix Nobel de la Paix Aung San Suu Kyi, obtient plus des trois quarts des sièges à élire, et donc plus de la moitié des sièges au Parlement (un quart étant réservés à l'armée). Le Parti de l'union, de la solidarité et du développement (droite), issu de la junte birmane, reconnaît sa défaite. |
| 8 novembre                    | Croatie                 | Législatives                   | | La Coalition patriotique d'opposition, menée par l'Union démocratique croate (centre droit), arrive de peu devant la coalition du Premier ministre sortant menée par le Parti social-démocrate de Croatie (centre gauche), sans majorité absolue. |
| 16 novembre                   | Îles Marshall           | Législatives                   | Suivies de l'élection du président de la République par le parlement en janvier. | Alternance. Revers pour le gouvernement du président Christopher Loeak ; la moitié des ministres perdent leur siège de député. Un nouveau gouvernement sera formé en janvier 2016. |
| du 20 novembre au 11 décembre | Nouvelle-Zélande        | Référendum                     | Les citoyens sont amenés à choisir une proposition de nouveau drapeau national, avant un second référendum en 2016 pour l'adopter ou non. | Le choix des citoyens porte sur un drapeau à la fougère argentée et à la Croix du Sud : |
| 22 et 23 novembre             | Égypte                  | Législatives                   | Phase II: 13 gouvernorats sur 27 au total. Boycotté par une grande partie du peuple, principalement par l'Alliance nationale pour soutenir la légitimité (en), qui regroupe principalement les Frères musulmans et plusieurs partis de droite avec une orientation islamique et contre le coup d'État de 2013. | |
| 22 novembre                   | Argentine               | Présidentielle                 | 2d tour | Mauricio Macri (Coalition « Changement », droite à centre gauche) l'emporte face à Daniel Scioli (Front pour la victoire, centre gauche péroniste). |
| 26 novembre                   | Gibraltar (Royaume-Uni) | Législatives                   | | La coalition Parti travailliste-socialiste (centre gauche) et Parti libéral (centre) conserve sa majorité, Fabian Picardo est réélu Ministre en chef de Gibraltar. |
| 29 novembre                   | Burkina Faso            | Présidentielle et législatives | Les législatives sont anticipées à cause de la révolution d'octobre 2014, qui a poussé Blaise Compaoré à la démission. | La présidentielle est remportée dès le 1er tour par Roch Marc Christian Kaboré (Mouvement du peuple pour le progrès, centre-gauche). |

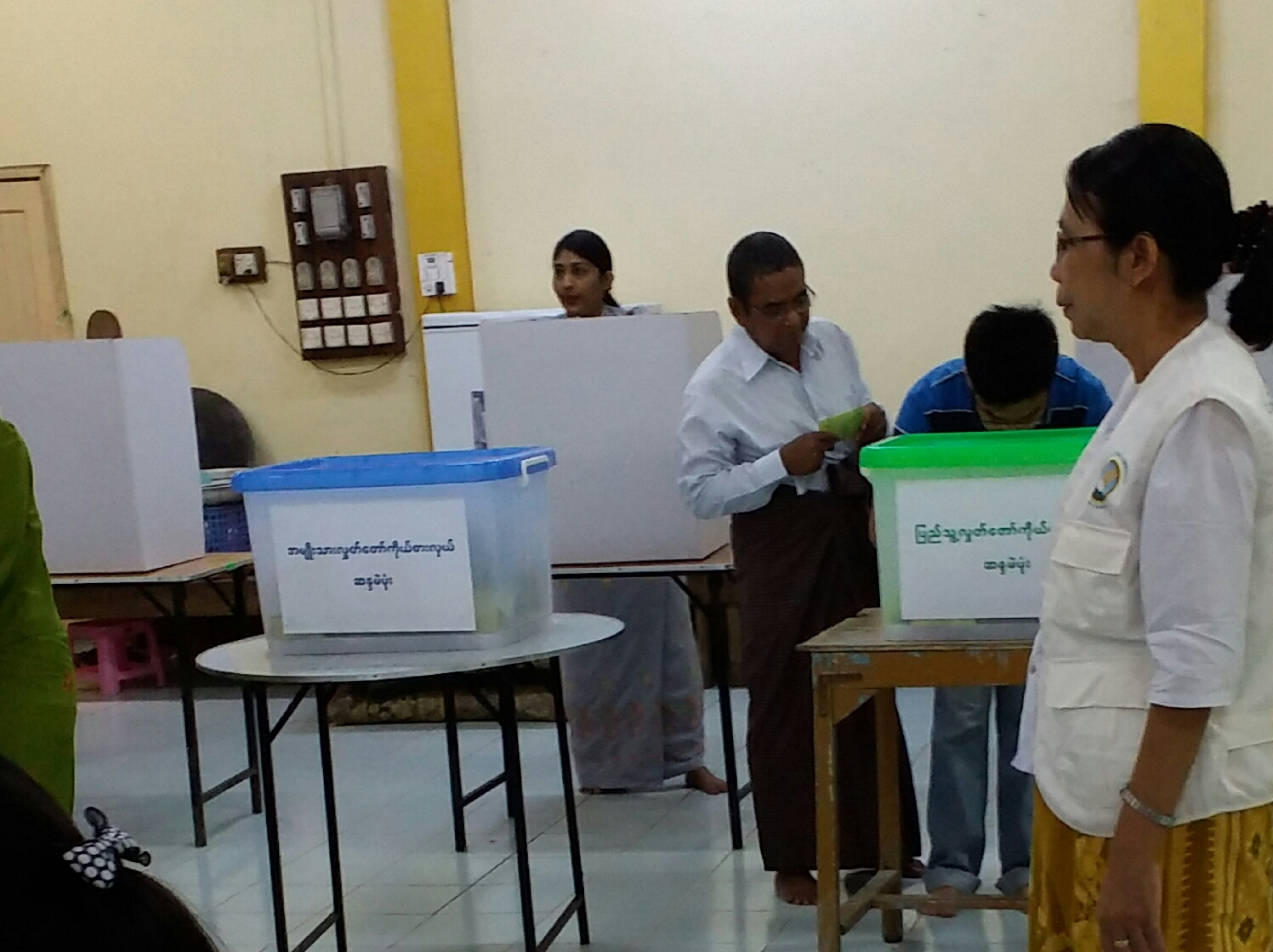
Bureau de vote au Myanmar (Birmanie) en novembre.

### Décembre
| Date                  | Pays                            | Élections                      | Contexte | Résultats |
| --------------------- | ------------------------------- | ------------------------------ | --- | --- |
| 3 décembre            | Danemark                        | Référendum                     | Les citoyens doivent se prononcer sur la clause d'exclusion du pays au pilier justice de l'Union européenne, et sur l'accueil des réfugiés et l'immigration au Danemark. | Victoire du non avec 53,1 % des votes. |
| 3-5 et 16-18 décembre | Seychelles                      | Présidentielle                 | | Le président sortant James Michel (Parti Lepep, centre gauche) est réélu au second tour, de quelques voix. |
| 6 décembre            | Venezuela                       | Législatives                   | | Alternance. Le MUD (coalition de partis d'opposition allant de la gauche au centre-droit) remporte une majorité absolue des sièges. Le Président Nicolás Maduro (PSUV, gauche) doit cohabiter avec une Assemblée nationale qui lui est défavorable. |
| 6 et 13 décembre      | France                          | Régionales                     | Prévues à l'origine en mars 2014. | Les listes de droite remportent huit régions, et les listes de gauche, sept. |
| 9 décembre            | Saint-Vincent-et-les-Grenadines | Législatives                   | | Le Parti travailliste uni (gauche) conserve sa majorité absolue d'un seul siège au Parlement. Ralph Gonsalves demeure Premier ministre. |
| 12 décembre           | Arabie saoudite                 | Municipales                    | Premier scrutin ouvert aux femmes en Arabie saoudite | Il y a 2 106 élus, dont 20 femmes, qui représentent 1 % des conseillers municipaux élus. |
| 13 décembre           | République centrafricaine       | Référendum constitutionnel     | | Le "Oui" aux changements constitutionnels proposés l'emporte très largement, avec une participation très faible. |
| 18 décembre           | Rwanda                          | Référendum constitutionnel     | | Les électeurs approuvent, officiellement à 98,13 %, un amendement constitutionnel permettant au président Paul Kagame, au pouvoir depuis 1994, de briguer trois nouveaux mandats successifs à la tête de l'État. |
| 20 décembre           | Espagne                         | Législatives                   | | Parlement sans majorité. Le Parti populaire (PP, centre droit libéral-conservateur) du président du gouvernement Mariano Rajoy arrive de nouveau en tête mais perd sa majorité absolue au Congrès des députés. Il devance nettement le Parti socialiste (PSOE, centre gauche social-démocrate), qui obtient le plus mauvais résultat de son histoire. Les partis émergents Podemos (gauche radicale) et Ciudadanos (centre libéral et anti-nationalistes périphériques) remportent près d'un tiers des sièges. Pedro Sánchez (PSOE) échoue le 2 mars 2016 à obtenir l'investiture des députés, après quoi aucun autre candidat ne se présente. Les Cortes sont automatiquement dissoutes le 3 mars 2016 et de nouvelles élections générales sont organisées le 26 juin 2016. |
| 30 décembre           | République centrafricaine       | Législatives et présidentielle | Elles sont destinées à mettre fin à la période de transition consécutive à la troisième guerre civile centrafricaine.                                                    | |
| 30 décembre           | Kiribati                        | Législatives                   | 1er tour. | - |